# 가와나카 가오리
가와나카 가오리(일본어: 川中 香緒里,1991년 8월 3일~)는 일본의 양궁 선수이다. 2012년 하계 올림픽에서 단체전 동메달을 획득하였고, 2014년과 2018년 아시안 게임 양궁 단체전 동메달을 획득했다.

## 경력
1991년 돗토리현 도하쿠군 아카사키정(현재의 고토우라정)에서 태어났다. 고토우라 이사이 소학교 재학 시절에는 배구, 고토우라 아카사키 중학교 재학 시절에는 정구를 했으며 요나고 미나미 고등학교 진학 후 양궁을 시작했다. 고교 재학 시절인 2009년에는 국민체육대회 고교부 단체 우승을 차지했다.
2010년 긴키 대학에 입학했고 같은 해에 처음으로 일본 성인 양궁 국가대표로 발탁되었다. 같은 해 3월 태국 방콕에서 열린 아시아 그랑프리 대회를 통해 국가대표 데뷔전을 가졌고 개인전 11위, 단체전 7위에 올랐다. 9월에는 중화인민공화국 상하이에서 열린 양궁 월드컵에서 개인전 33위 ,단체전 6위, 선전에서 열린 2010년 세계 대학 선수권 대회에서 개인전에 16위에 올랐고 하야카와 렌, 아다치 나호와 함께 출전한 단체전에서는 동메달을 획득했다. 같은 해 11월에는 광저우에서 열린 2010년 아시안 게임에 참가했으며 단체전 5위에 올랐다.
2011년 7월에는 이탈리아 토리노에서 열린 2011년 세계 선수권 대회에 참가하여 개인전 57위에 올랐고 하야카와 렌, 하야카와 나미와 출전한 단체전에서는 11위에 올랐다. 8월에 선전에서 열린 2011년 하계 유니버시아드에 참가하였다.
2014년 인천에서 열린 2014년 아시안 게임 개막식의 일본 선수단 기수였으며, 그 대회 리커브 여자 단체전에서 인도 대표팀을 꺾고 동메달을 획득하였다.

## 학력
- 긴키 대학